# Sentry (Kree)
I Sentry sono un gruppo di personaggi immaginari nell'Universo Marvel ideati da Stan Lee e Jack Kirby e che compaiono nelle pubblicazioni a fumetti pubblicati negli Stati Uniti d'America dalla Marvel Comics. Sono degli enormi robot da combattimento costruiti dalla razza aliena Kree. Compaiono per la prima volta nella serie Fantastic Four (vol. 1).

## Caratterizzazione dei personaggi
Un Sentry è un robot umanoide costruito dagli alieni Kree per restare di guardia sui numerosi avamposti militari nell'Impero Kree ed in punti strategici al di là di esso. Lo scienziato Kree Bronnek sviluppò il prototipo Sentry nell'Anno Kree 1220 (all'incirca 80.000 anni fa) ed il Concilio Supremo Kree iniziò subito la produzione in massa per scopi militari.
Sono stati costruiti centinaia di migliaia di Sentry, ma solo 5.000 sono in funzione oggi. Il primo Sentry spedito nel Sistema Solare terrestre fu Sentry 213, un modello di nove metri, lasciato in un piccolo deposito di rifornimenti sulla superficie del pianeta Urano. Quando un gruppo di esiliati appartenente al ramo della razza umano, gli Eterni, distrusse il Sentry e si appropriò del deposito, l'Impero Kree mandò un'armata ad investigare, dato che credevano che il sistema solare fosse privo di razze in grado di viaggiare nello spazio. L'armata Kree trovò un piccolo gruppo di Eterni di Urano che ritornava sulla Terra in un'astronave costruita da loro. L'armata distrusse irrimediabilmente la nave; i sopravvissuti trovarono rifugio sulla luna di Saturno chiamata Titano, dove col tempo crearono una civiltà tecnologicamente avanzata.
Il secondo Sentry assegnato al Sistema Solare fu Sentry 459, un modello di cinque metri, che accompagnò una spedizione scientifica Kree per investigare sulle forma di vita più avanzate circa 25.000 anni fa. Venendo a conoscenza della capacità della razza umana di procreare esseri avanzati come gli Eterni, i Kree decisero di mettere a punto una razza che potesse servirli. Il risultato fu la razza geneticamente avanzata degli Inumani. Quando la spedizione scientifica lasciò la Terra, Sentri 459 fu programmato per sorvegliare gli Inumani, monitorando i loro progressi della loro civilizzazione. I Kree speravano di potere un giorno usare gli Inumani come una milizia potenziata per le loro conquiste. Poco dopo il genetista Inumano Randac scoprì le Nebbie Terrigene e si sottopose ai suoi effetti di alterazione genetica. Sentry 459 si attivò e contattò i suoi capi per la prima volta e gli fu ordinato di ritornare al suo nascondiglio. Rimase là per millenni, fino alla fine del ventesimo secolo quando l'archeologo Daniel Damian scoprì l'avamposto sotterraneo di Sentry in una piccola isola del Sud Pacifico.
Attivato dagli intrusi, Sentry eseguì il suo programma di sorveglianza per fare rapporto ai suoi signori. Uno dei dispositivi attirò l'attenzione dei Fantastici Quattro, che erano in vacanza nella zona, e combatterono contro il Sentry fino ad uno stallo, mettendo in salvo l'archeologo ed il suo assistente. La sconfitta di Sentry 459 portò sulla Terra l'amministratore per eccellenza dei Kree, Ronan l'Accusatore. Sentry 459 si disattivò e fu in seguito preso in custodia dall'esercito, che lo portò a Cape Canaveral. Là fu riattivato dal Colonnello Yon-Rogg, che era il comandante di una missione di ricognizione Kree, e gli ordinò di distruggere la base. Yon-Rogg sperava che il suo subordinato Capitan Mar-Vell fosse ucciso in battaglia con Sentry, ma Mar-Vell riuscì a sovraccaricare l'automa. Sentry fu poi nuovamente riattivato da Ronan ed usato per il suo piano di inversione dell'evoluzione terrestre. Quando il piano fallì e Ronan abbandonò Sentry, il robot rimase inerte al Polo Nord fino a quando gli agenti Kree Mac-Ronn e Tara lo recuperarono, cancellandone i programmi e la memoria. Prima che riuscissero a fuggire la loro nave fu intercettata da missili SHIELD, che li obbligarono a sganciare Sentry, che cadde su Mexico City. Mar-Vell lo fermò e Sentry fu creduto distrutto da Ronan nel suo terzo viaggio sulla Terra.
Un terzo Sentry, Sentry 9168, un modello di due metri, fu stazionato su di un'isola del Pacifico da pattuglia Kree circa duemila anni fa. Il Sentry fu attivato dal Concilio Supremo Kree in tempi recenti perché usasse uno “stimolatore” per risvegliare una creatura informe di origine sconosciuta, che i Kree avevano lasciato sulla Luna per divorare qualunque astronauta terrestre che avesse scoperto i resti della città Kree nella Zona Blu della Luna. I Fantastici Quatro sconfissero Sentry 9168 ed usarono un meccanismo di distruzione a distanza per uccidere l'organismo.
Sentry 459 fu rintracciato dal Super-Adattoide che, imitando le sembianze del criminale Fixer, era venuto a conoscenza della sua posizione tramite i computer della Base dei Vendicatori. Il Super-Adattoide riattivò il robot alieno e lo usò come membro del suo esercito di super-robot, Heavy Metal, per invadere la base dei Vendicatori di allora, Idro-Base. Il robot fu sconfitto e quando Idro-Base affondò mesi dopo, Sentry 459 cadde sul fondo dell'oceano.
Quando scoppiò la guerra Kree-Shi'ar, un contingente Sh'iar si recò nella base di Yon-Rogg per recuperare una parte dello Psico-Magnitrone. Nella base era presente Sentry 372, uno dei primi prodotti. Sentry si scontrò con gli Shi'ar ed i Vendicatori e fu gravemente danneggiato. Incapace di difendere la base esplose, distruggendola.
Durante l'ultima invasione Kree sulla Terra, la Legione Lunare rubò una potente fonte di energia alla PowerSource. Sentry 571 fu mandato ad aiutare il contingente Kree, ma fu sconfitto da Iron Man e Ms.Marvel.
Durante Annihilation: Conquest una armata di Sentry viene posseduta dai Phalanx e si fondono con Ultron per creare una versione gigantesca del malvagio robot.

## Poteri e abilità
Il corpo robotico di un Sentry è costituito da materiali alieni che lo proteggono da quasi ogni tipo di attacco. I Sentry hanno dimensioni e specifiche diverse, ma la maggior parte sono alti almeno cinque metri. Ogni Sentry possiede una forza sovrumana ed armi energetiche, che includono raggi oculari. Alcuni Sentry possono creare prigioni quasi infrangibili di “atomi colloidali”. Un Sentry può trasmettere e ricevere dati dai Kree a distanze interstellari, e può ripararsi tramite microscopiche macchine auto-replicanti.

## Altri media

### Televisione
- Un Sentry compare nell'episodio Ritorno ad Attilan della serie animata I Fantastici Quattro.
- I Sentry compaiono nell'episodio Ultimatum alla terra di Avengers - I più potenti eroi della Terra.